# Genetta
Genetta (G.Cuvier, 1816) è un genere di Carnivori della famiglia dei Viverridi comunemente noti come genette.

## Descrizione

### Dimensioni
Al genere Genetta appartengono carnivori di medie dimensioni con la lunghezza della testa e del corpo fino a 600 mm, la lunghezza della coda fino a 540 mm e un peso fino a 3,2 kg.

### Caratteristiche craniche e dentarie
Il cranio è relativamente allungato con una regione inter-orbitale ristretta. Il terzo premolare superiore presenta una cuspide supplementare sul lato interno. Alcune specie esibiscono una dentatura modificata in funzione della dieta, come Genetta piscivora e Genetta johnstoni.
Sono caratterizzati dalla seguente formula dentaria:

### Aspetto
Il corpo è lungo e snello, mentre le zampe sono relativamente corte. Il muso è lungo ed appuntito, le orecchie e gli occhi sono grandi. La coda è lunga quanto la testa ed il corpo ed è di forma cilindrica. La pelliccia presenta diverse file di macchie nerastre lungo i fianchi ed una striscia dorsale. È presente una maschera facciale, la punta del naso, vibrisse bicolori, una grossa macchia sotto ogni occhio ed una sopra di esso sono biancastri, mentre i lati del muso e degli anelli intorno agli occhi sono neri.
La coda è folta ed anellata, l'andatura è digitigrada e le unghie sono semi-retrattili. Sono presenti delle ghiandole sebacee sulle guance, sui lati del collo e sui fianchi. Producono una sostanza odorifera utilizzata principalmente per marcare il territorio. Le varie specie si differenziano dalla struttura cranica e dalle dimensioni e dal numero delle macchie sul corpo.
I cuscinetti dei piedi rilasciano impronte simili a quelle di un gatto.

## Distribuzione

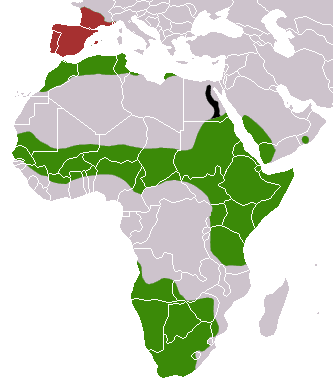
Diffusione (2010)

Il genere è diffuso in Africa, Europa occidentale, Vicino Oriente e Penisola araba.

## Tassonomia
Sono state riconosciute quattordici specie:
- Sottogenere Genetta
  - Genetta angolensis
  - Genetta bourloni
  - Genetta cristata
  - Genetta genetta
  - Genetta maculata
  - Genetta pardina
  - Genetta poensis
  - Genetta servalina
  - Genetta victoriae
  - Genetta tigrina
- Sottogenere Pseudogenetta
  - Genetta thierryi
  - Genetta abyssinica
- Sottogenere Paragenetta
  - Genetta johnstoni
- Sottogenere Osbornictis
  - Genetta piscivora

Recenti studi filogenetici hanno dimostrato che G.piscivora appartiene a questo genere e non più al genere Osbornictis.